# بيتار أليكسيتش
بيتار أليكسيتش من مواليد 2 نوفمبر عام 1968، في تريبينيي، البوسنة والهرسك، هو مدرب كرة سلة سويسري ولاعب معتزل. بدأ مسيرته الاحترافية في سنة 1996. يدرب فريبورغ أولمبيك. اعتزل اللعب في عام 2004.

## المسيرة الاحترافية
لعب أليكسيتش في الأندية اليوغسلافية والصربية والكرواتية والمجرية قبل الانتقال إلى نادي يونيون نيوشاتيل في سويسرا عام 1999. في عام 2001 انتقل إلى نادي نيون. وفي آخر مشاركاته في كرة السلة، تعاقد مع نادي ليوتار تريبينيي في مسقط رأسه في موسم 2003/2004. خلال مسيرته المهنية، فاز في مسابقة كأس صربيا في عام 1996 وعام 1997، وفي عام 2004 فاز بكأس البوسنة والهرسك مع نادي تريبينيي.

## الإدارة والتدريب
اعتزل اللعب في عام 2004 وتولى تدريب نادي فيلدكيرش وقاد الفريق للترقية من الدرجة الثانية إلى البوندسليجا في موسم 2004/05. في العام التالي، حصل على المركز السادس مع نادي فيلدكيرش في دوري الدرجة الأولى النمساوي باعتباره الوافد الجديد على الدوري.
في موسم 2006/2007، كان مدربًا لنادي نيوشاتيل في سويسرا، من عام 2007 إلى عام 2009 عمل أليكسيتش تحت إشراف لوكا بافيزيفيتش كمساعد مدرب لفريق البوندسليجا الألماني ألبا برلين وفاز مع الفريق بكأس ألمانيا لعام 2009.
في موسم 2010/11، كان مدربًا مرة أخرى لنادي نيوشاتيل مرة ثانية، من 2011 إلى 2013 قاد نادي مونثي في الدوري الوطني. في عام 2013 تولى منصب التدريب في فريبورغ أولمبيك (في الدوري الوطني أيضًا). في عام 2016، قاد فريبورغ إلى لقب بطل سويسرا والفوز في مسابقة الكأس الوطنية، وبعد هذا النجاح، تم اختياره مدرب العام في الدوري السويسري لكرة السلة للمرة الثانية بعد عام 2012 من قبل موقع الإنترنت يوروباسكت.كوم. بين عام 2013 وعام 2016 كان أليكسيتش، بالإضافة إلى وظيفته في فريبورغ، مدرب المنتخب الوطني السويسري في 31 مباراة دولية. في موسم 2017/18 فاز فريق فريبورغ بالبطولة السويسرية ومسابقة الكأس الوطنية وكأس الدوري تحت قيادته. 2018/19 قاد الفريق للفوز بالبطولة وبطولة الكأس. بالإضافة إلى ذلك، وصل فريبورغ إلى مرحلة المجموعات في دوري أبطال أوروبا، والذي اعتبر نجاحًا كبيرًا لكرة السلة السويسرية.

## روابط خارجية
- بيتار أليكسيتش على موقع كرة السلة الأوروبية.كوم (الإنجليزية)